# Битка при Шабаница
Битката при Шабаница (на гръцки: Μάχη της Σιουμπανίτσας или Σουμπανίτσας) е бой между гръцки андартски чети и османска войска, станал на 5 май 1905 година в подножието на връх Шабаница в планината Каракамен, Негушко.

## История
На 27 април 1905 година гръцкият кораб „Ахилевс“ стоварва четите на Константинос Мазаракис (Акритас), Спирос Спиромилиос (Буас) и Михаил Мораитис (Кодрос) при Агиос Йоанис северно от Коринос. Четата на Мазаракис през Поляни - манастира „Света Богородица Макрирахска“ и Спорлита пристига в Берско.
Шабаница е връх в Каракамен, северозападно от Горно Шел между колибите на Коста и Васили (власи) и Карайорго (каракачани).